# Les Authieux-sur-le-Port-Saint-Ouen
Les Authieux-sur-le-Port-Saint-Ouen és un municipi francès situat al departament del Sena Marítim i a la regió de Normandia. L'any 2007 tenia 1.216 habitants.

## Demografia

### Població
El 2007 la població de fet de Les Authieux-sur-le-Port-Saint-Ouen era de 1.216 persones. Hi havia 428 famílies de les quals 48 eren unipersonals (24 homes vivint sols i 24 dones vivint soles), 136 parelles sense fills, 212 parelles amb fills i 32 famílies monoparentals amb fills.
La població ha evolucionat segons el següent gràfic:
Habitants censats

### Habitatges
El 2007 hi havia 441 habitatges, 432 eren l'habitatge principal de la família, 4 eren segones residències i 5 estaven desocupats. 437 eren cases i 1 era un apartament. Dels 432 habitatges principals, 414 estaven ocupats pels seus propietaris, 14 estaven llogats i ocupats pels llogaters i 4 estaven cedits a títol gratuït; 1 tenia una cambra, 4 en tenien dues, 20 en tenien tres, 80 en tenien quatre i 327 en tenien cinc o més. 373 habitatges disposaven pel capbaix d'una plaça de pàrquing. A 147 habitatges hi havia un automòbil i a 278 n'hi havia dos o més.

### Piràmide de població
La piràmide de població per edats i sexe el 2009 era:
| Homes | Edats   | Dones |
| ----- | ------- | ----- |
| 0     | 95 o +  | 0     |
| 0     | 90 a 94 | 0     |
| 0     | 85 a 89 | 0     |
| 0     | 80 a 84 | 0     |
| 4     | 75 a 79 | 8     |
| 12    | 70 a 74 | 4     |
| 16    | 65 a 69 | 4     |
| 16    | 60 a 64 | 20    |
| 32    | 55 a 59 | 36    |
| 48    | 50 a 54 | 48    |
| 48    | 45 a 49 | 52    |
| 76    | 40 a 44 | 56    |
| 52    | 35 a 39 | 80    |
| 56    | 30 a 34 | 52    |
| 16    | 25 a 29 | 16    |
| 40    | 20 a 24 | 8     |
| 28    | 15 a 19 | 52    |
| 48    | 10 a 14 | 28    |
| 72    | 5 a 9   | 60    |
| 28    | 0 a 4   | 40    |

## Economia
El 2007 la població en edat de treballar era de 867 persones, 634 eren actives i 233 eren inactives. De les 634 persones actives 612 estaven ocupades (315 homes i 297 dones) i 22 estaven aturades (15 homes i 7 dones). De les 233 persones inactives 85 estaven jubilades, 109 estaven estudiant i 39 estaven classificades com a «altres inactius».

### Ingressos
El 2009 a Les Authieux-sur-le-Port-Saint-Ouen hi havia 436 unitats fiscals que integraven 1.258,5 persones, la mediana anual d'ingressos fiscals per persona era de 25.700 €.

### Activitats econòmiques
Dels 39 establiments que hi havia el 2007, 1 era d'una empresa extractiva, 8 d'empreses de construcció, 6 d'empreses de comerç i reparació d'automòbils, 5 d'empreses de transport, 2 d'empreses d'informació i comunicació, 3 d'empreses financeres, 2 d'empreses immobiliàries, 9 d'empreses de serveis, 1 d'una entitat de l'administració pública i 2 d'empreses classificades com a «altres activitats de serveis».
Dels 3 establiments de servei als particulars que hi havia el 2009, 1 era un guixaire pintor i 2 lampisteries.
L'únic establiment comercial que hi havia el 2009 era una carnisseria.
L'any 2000 a Les Authieux-sur-le-Port-Saint-Ouen hi havia 5 explotacions agrícoles.

## Equipaments sanitaris i escolars
El 2009 hi havia 1 escola maternal i 1 escola elemental.

## Poblacions més properes
El següent diagrama mostra les poblacions més properes.